# Schismatogobius vanuatuensis
Schismatogobius vanuatuensis är en fiskart som beskrevs av Keith, Marquet och Watson 2004. Schismatogobius vanuatuensis ingår i släktet Schismatogobius och familjen smörbultsfiskar. IUCN kategoriserar arten globalt som otillräckligt studerad. Inga underarter finns listade i Catalogue of Life.